# Programmable read-only memory

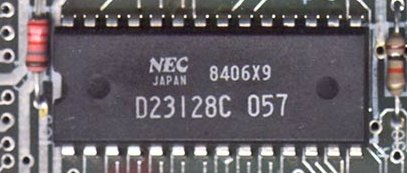
PROM-chip

Programmable read-only memory, acroniem PROM, ofwel 'programmeerbaar alleen-lezen geheugen', is een vervolgontwikkeling op het ROM-geheugen. Het bood het voordeel van elektrische programmering. Het is net zoals als een ROM-geheuden een niet-vluchtig geheugen: de geheugeninhoud blijft bewaard, ook wanneer het apparaat uitstaat. De beperking van eenmalige programmering leidde ertoe dat wisbare geheugens werden ontwikkeld: EPROM en EEPROM.